# شهرستان تاتیشلینسکی
شهرستان تاتیشلینسکی (به لاتین: Tatyshlinsky District) یک شهرستان در روسیه است که در باشقیرستان واقع شده‌است.